# Осиковиця
Оси́ковиця (болг. Осиковица) — село в Софійській області Болгарії. Входить до складу общини Правець.

## Населення
За даними перепису населення 2011 року у селі проживали 519 осіб.
Національний склад населення села:
| Національність   | Кількість осіб | Відсоток |
| ---------------- | -------------- | -------- |
| болгари          | 342            | 66,4%    |
| цигани           | 169            | 32,8%    |
| Всього відповіли | 515            |          |

Розподіл населення за віком у 2011 році:
Динаміка населення: